# Alberto Gaitero
Alberto Gaitero Martín (ur. 3 lipca 1996) – hiszpański judoka. Olimpijczyk z Tokio 2020, gdzie zajął siedemnaste miejsce w wadze półlekkiej.
Uczestnik mistrzostw świata w 2017, 2018, 2019, 2021 i 2022. Startował w Pucharze Świata w latach 2016-2019. Wicemistrz Europy w 2022; trzeci w 2021. Srebrny medalista igrzysk śródziemnomorskich w 2018 i siódmy w 2022 roku.

## Letnie Igrzyska Olimpijskie 2020
| Konkurencja | Eliminacje                | Klas. końcowa |
| Konkurencja | Przeciwnik I              | Miejsce       |
| ----------- | ------------------------- | ------------- |
| 66 kg       | Heorhij Zantaraja (UKR) P | 17.           |